# James Ramsay Hunt
James Ramsay Hunt (Filadélfia, 1872 — Nova Iorque, 22 de julho de 1937) foi um neurologista dos Estados Unidos da América.